# Franz Tangl

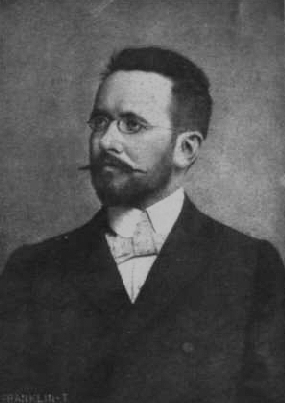
Franz Tangl

Franz Tangl (* 26. Januar 1866 in Budapest; † 19. Dezember 1917 ebenda) war ein ungarischer Physiologe und Pathologe.
1903 wurde er zum Professor für medizinische Chemie an der Universität Budapest und 1914 zum Professor für Physiologie an derselben Universität ernannt.

## Schriften
- Über das Verhalten der Tuberkelbazillen an der Eingangspforte der Infektion. In: Zbl pathol Anat. 1. (1890), S. 793–794.
- mit V. Harley:  Beitrag zur Physiologie des Blutzuckers. In: Archiv für die gesamte Physiologie des Menschen und der Thiere. 61, 1895, S. 551–558.
- Zur Kenntnis des P-, Ca- und Mg-Umsatzes bei Pflanzenfressern. III. Beitrag zur Kenntnis des anorganischen Stoffwechsels von Pferden. In: Landwirtsch. Versuchsstat. 57, 1902, S. 367–404.
- Ein Respirationsapparat für mittelgroße Tiere (Schweine, Schafe). In: Biochem. Z. 44, (1912), S. 235–251.
- Die minimale Erhaltungsarbeit des Schweines. In: Biochem. Z. 44, (1912), S. 252–278.